# Estero Yenellenchicó
El estero Yenellenchicó es un curso natural de agua del Región de la Araucanía.

## Historia
Astaburuaga lo describe como:
Yenellinchicó.-—Riachuelo costanero del departamento de Imperial. Nace de unos pantanos que se forman en los cerros montuosos á unos diez ó doce kilómetros de la costa del Pacífico y corre al O. á desembocar en él por los 39° 11' Lat. y 73° 18' Lon. al N. del río Toltén. Es de riberas medianamente planas, cultivables y pobladas de altos árboles. El nombre es compuesto de co, corriente de agua, de la alteración de llinqui, rana, y de yene, ballena.
Luis Risopatrón lo describe en su Diccionario Jeográfico de Chile (1924):
Yenellenchicó (Riachuelo). 39° 08' 73° 13' Es de caudal reducido en verano i caudaloso en invierno i nace en unos pajonales o lagunas, situadas al pié de unas colinas bajas que distan como 5 kilómetros de la costa del mar, en la que se vácia al N de la desembocadura del rio Tolten; sus riberas son medianamente planas, cultivables i están pobladas de altos árboles. Es conocido con el nombre de Palma. 1, xxviii, p. 158; 61, xxix, p. 491; i 155, p. 896; Ienellenchicó en 1, vi, p. 211; Jenellenchicó en 1, xviii, p. 280; Jenelanchico en 66, p. 266 (Pissis, 1875); Yerrellenchicó error litográfico en 156; i estero Llenllenchicó en 166.